# Guy Marchand
Guy Marchand, all'anagrafe Guy Émile Marchand (Parigi, 22 maggio 1937 – Cavaillon, 15 dicembre 2023), è stato un attore, cantante e musicista francese.

## Filmografia parziale
- La via del rhum (Boulevard du rhum), regia di Robert Enrico (1971)
- Mica scema la ragazza! (Une belle fille comme moi), regia di François Truffaut (1972)
- Attenti agli occhi, attenti al... (Attention les yeux !), regia di Gérard Pirès (1975)
- Cugino, cugina (Cousin, Cousine), regia di Jean-Charles Tacchella (1976)
- Il genio (Le Grand Escogriffe), regia di Claude Pinoteau (1976)
- Disavventure di un commissario di polizia (Tendre poulet), regia di Philippe de Broca (1977)
- Quanto rompe mia moglie (Vas-y maman), regia di Nicole de Buron (1978)
- Il maestro di nuoto (Le maître-nageur), regia di Jean-Louis Trintignant (1979)
- Loulou, regia di Maurice Pialat (1980)
- Il grande uno rosso (The Big Red One), regia di Samuel Fuller (1980)
- Guardato a vista (Garde à vue), regia di Claude Miller (1981)
- Colpo di spugna (Coup de torchon), regia di Bertrand Tavernier (1981)
- Les sous-doués en vacances, regia di Claude Zidi (1982)
- Mia dolce assassina (Mortelle Randonnée), regia di Claude Miller (1983)
- Prestami il rossetto (Coup de foudre), regia di Diane Kurys (1983)
- Hold-Up, regia di Alexandre Arcady (1985)
- Io odio gli attori (Je hais les acteurs), regia di Gérard Krawczyk (1986)
- Consiglio di famiglia (Conseil de famille), regia di Costa Gavras (1986)
- Se ti piace... vai... (Try This One for Size), regia di Guy Hamilton (1989)
- Ripoux contre ripoux, regia di Claude Zidi (1990)
- L'insolente (Beaumarchais, l'insolent), regia di Édouard Molinaro (1996)
- Le plus beau métier du monde, regia di Gérard Lauzier (1996)
- Dans Paris, regia di Christophe Honoré (2006)
- Après lui, regia di Gaël Morel (2007)
- L'arbre et la forêt, regia di Olivier Ducastel e Jacques Martineau (2010)
- Toglimi un dubbio (Ôtez-moi d'un doute), regia di Carine Tardieu (2017)
- Alla ricerca di Teddy (Le Doudou), regia di Julien Hervé, Philippe Mechelen (2018)

## Discografia

### Album
- Je cherche une femme (1969)
- Guy Marchand chante Fragson (1970)
- Guy Marchand (juillet 1979)
- Le disque d'or de Guy Marchand (1980 ?) Compilation
- Guy Marchand : 16 grands succès (1982 ?) Compilation
- Master Serie : Guy Marchand (1987) Compilation
- Claude Bolling & Guy Marchand (1988)
- Buenos Aires (1995)
- Marchand de rêves : Le meilleur de Guy Marchand (1998) Compilation
- NostalGitan (1998)
- L'homme qui murmurait à l'oreille des femmes (2000)
- Demain j'arrête (2002)
- CD Story : Guy Marchand  (2003) Compilation
- Emilio (2005)
- Dernière vague (2006)
- A Guy in blue (2008)
- Aujourd'hui on s'taille (2010)
- Chansons de ma jeunesse (2012)
- Né à Belleville (2020)

## Doppiatori italiani
- Giancarlo Maestri in Mica scema la ragazza!
- Massimo Giuliani in Guardato a vista
- Oreste Rizzini in Prestami il rossetto
- Alessandro Rossi in Consiglio di famiglia